# Buzz Williams
Brent Langdon Williams, meglio noto come Buzz Williams (Greenville, 1º settembre 1972), è un allenatore di pallacanestro statunitense.